# Mary Allis
Mary Allis (Cleveland, 2 de março de 1899 - Fairfield, 8 de maio de 1987) foi uma negociante americana de arte e antiguidades.
Allis nasceu numa família de recursos modestos em Cleveland e mudou-se para Nova York em 1929 para iniciar uma carreira na área de design de interiores. Em meados da década de 1940, ela abriu uma loja de antiguidades no centro de Southport (Connecticut). Mais ou menos na mesma época, ela começou a restauração da David Ogden House em Fairfield, transformando-a numa vitrine para pinturas e móveis folclóricos americanos do século XVIII e início do século XIX. Ela tornou-se um guia influente para muitos coleccionadores importantes, como Stewart Gregory. Allis ganhou reconhecimento em 1958 quando comprou a colecção de arte popular reunida por William J. e Marion Raymond Gunn de Newtonville, Massachusetts. Das 630 peças (muitas delas retratos folclóricos) da colecção, cerca de 150 foram adquiridas por Stephen Clark para a New York State Historical Association; o restante foi para outras instituições e coleccionadores particulares. A Colonial Williamsburg Foundation está entre as instituições que compraram obras da Allis.
Uma vez descrita como a "decana dos negociantes de arte popular" e a "primeira-dama da arte folclórica", Allis foi altamente considerada entre outros negociantes durante a sua carreira. Ela morreu em Fairfield.